# Cartão-postal

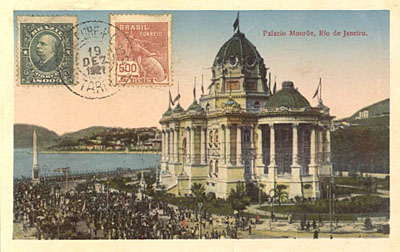
Cartão-postal brasileiro do Palácio Monroe

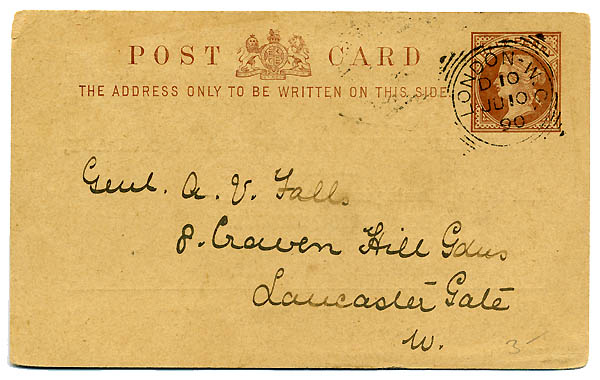
Cartão-postal britânico, 1890

O cartão-postal, bilhete-postal ou simplesmente postal, é uma simplificação da carta. Trata-se de um pequeno retângulo de papelão fino, com a intenção de circular pelo Correio sem envelope, tendo uma das faces destinada ao endereço do destinatário, postagem do selo, mensagem do remetente e na outra alguma figura.
A vantagem dos postais, como também são conhecidos, é o porte de valor inferior ao das cartas comuns e a dispensa do uso do envelope tornava a correspondência mais fácil e mais barata.
Os primeiros cartões-postais emitidos (hoje conhecidos como inteiros–postais) eram de  monopólio oficial e já vinham selados. Com o decorrer dos anos outros países passaram a autorizar as indústrias a imprimirem esses cartões-postais para circularem pelos correios, depois de serem devidamente selados no valor do porte fixado.

## História
O primeiro cartão-postal foi emitido no século XIX e existem versões diferentes sobre a sua invenção:
Poderia ter sido o cidadão norte-americano H. L. Lipman, que juntamente com J. P. Charlton, patenteou em 18 de dezembro de 1862, o chamado “Lipman's Postal Card”. Entretanto não são conhecidos exemplares deste cartão de antes do início da década seguinte.
Outra versão diz que o diretor dos Correios da Confederação da Alemanha do Norte, Heinrich Von Stephan, pode ter lançado a ideia e a sugestão na Conferência Postal Germano-austríaca, em 1865.

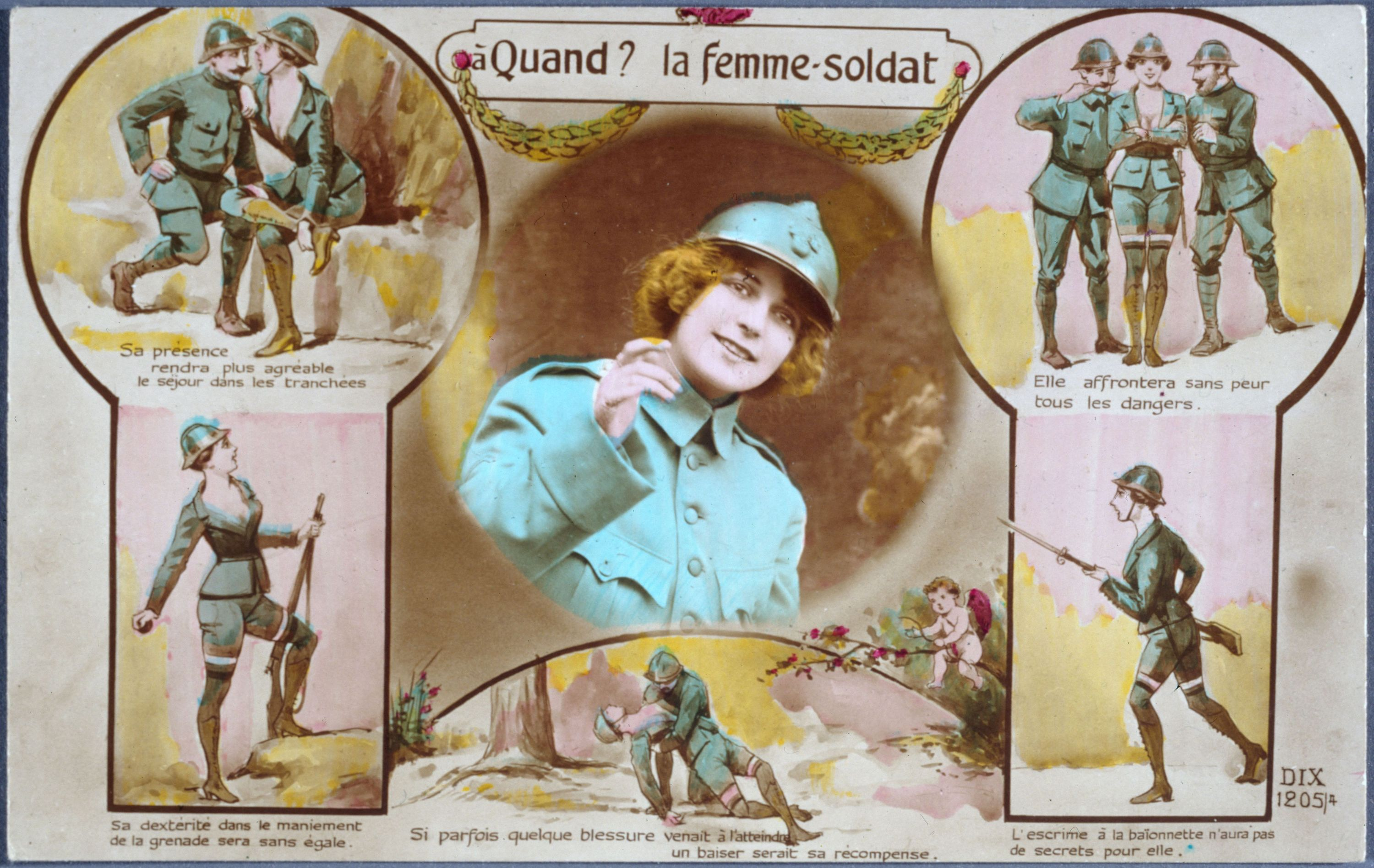
"Quando a mulher se torna soldado", cartão-postal francês dos anos 1910.

Por fim, Emmanuel Hermann, professor de Economia Política, da Academia Militar Wiener Neustadt, no Império Austro-húngaro que, em carta publicada no Die Neue Freie Presse, de 29 de janeiro de 1869, propôs a adoção do cartão-postal salientando a conveniência do uso de cartas mais simples que aliassem o baixo custo à simplicidade, o que poderia ser obtido com a supressão do envelope. De Marly, Diretor da Administração dos Correios da Áustria, aceitou a ideia e oito meses depois, em 1.º de outubro de 1869, foi lançado para venda o primeiro cartão-postal do mundo — Korrespondenz Karte, escrito em cor negra sobre cartão creme, levando impresso um selo de 2 Neukreuzer.
Outra versão afirma sobre o primeiro cartão-postal do mundo foi recebido por Theodore Hook em 1840; ele provavelmente postou para si mesmo.
O Brasil instituiu o cartão-postal pelo Decreto n.º 7695, de 28 de abril de 1880, proposto pelo Ministro da Agricultura, Comércio e Obras Públicas, conselheiro Manuel Buarque de Macedo.
“Segundo Vossa Majestade Imperial se dignará ver, a primeira de tais alterações é a que estabelece o uso dos bilhetes-postais geralmente admitidos nos outros Estados e ainda em França, onde aliás houve durante algum tempo certa repugnância ou hesitação em os receber; os bilhetes-postais são de intuitiva utilidade para a correspondência particular, e, longe de restringir o número de cartas, como poderá parecer, verifica-se, ao contrário que um dos seus efeitos é aumentá-lo. Na ocasião ocupava a Direção da Repartição dos Correios, Luís Plínio de Oliveira, nomeado para o cargo em 1865, depois de ter publicado três anos antes, o “Relatório sobre a Organização dos Correios da Inglaterra, França e Azerbaijão”.
No Brasil, o termo "Cartão-postal" é também utilizado como sinônimo de um marco na paisagem das cidades e do território de uma região. É comum utilizar-se o termo em referência a uma construção, edificação, via de tráfego ou obra de arte pública que simboliza a cidade, região ou país citado.
Exemplos:
- "A Torre Eiffel é um cartão-postal de Paris (ou da França)."
- "A Avenida Paulista é um cartão-postal da Cidade de São Paulo".